# Аэрофлот (советская авиакомпания)
«Аэрофло́т» — общее наименование большей части гражданской авиации СССР, со множеством государственных авиационных предприятий и учреждений, до 1964 года находящихся под управлением Главного управления гражданского воздушного флота, а затем в ведении Министерства гражданской авиации, существовавшее с 25 февраля 1932 по 27 июля 1992 года. Российский «Аэрофлот» — преемник советского «Аэрофлота».
За пределами СССР «Аэрофлот» выступал как единая авиакомпания.

## История
1 мая 1922 года, вскоре после окончания Гражданской войны и интервенции в европейской части России, советско-германская авиакомпания «Дерулюфт» открыла первую в Советской России международную авиалинию «Москва — Кёнигсберг». 29 июля 1922 года компанией «Авиакультура» был совершён первый пробный полёт по регулярной внутренней линии «Москва — Нижний Новгород».
9 февраля 1923 года Советом труда и обороны РСФСР были приняты постановления «Об организации Совета по гражданской авиации» и «О возложении технического надзора за воздушными линиями на Главное управление воздушного флота».
17 марта 1923 года было создано Российское общество добровольного воздушного флота «Добролёт» для внутренних и международных авиаперевозок пассажиров, почты и других работ. 15 июля 1923 года открылась первая регулярная внутренняя линия «Добролёта» Москва — Нижний Новгород. Парк первых самолётов состоял из немецких «Юнкерс Ю-13». Удостоверение гражданского пилота № 1 получил Пётр Лозовский. «Добролёт» являлся акционерным обществом. На средства, зарабатываемые от продажи акций, начиналось массовое производство пассажирских самолётов в Союзе ССР.
29 октября 1930 года общество «Добролёт» и Главная инспекция гражданского воздушного флота (учреждённая в феврале того же года) были упразднены, на их базе было создано новое объединение — Всесоюзное объединение гражданского воздушного флота при Совете труда и обороны (ВОГВФ). 25 февраля 1932 года ВОГВФ при Совете труда и обороны преобразовано в Главное управление гражданского воздушного флота (ГУГВФ) при Совете народных комиссаров СССР. 25 марта того же года Главное управление гражданского воздушного флота получило сокращённое наименование «Аэрофлот». Первым начальником Главного управления гражданского воздушного флота был назначен А. З. Гольцман.
27 июля 1964 года на базе Главного управления гражданского воздушного флота было образовано Министерство гражданской авиации СССР. 15 сентября 1964 года все территориальные управления гражданского воздушного флота были переименованы в Управления гражданской авиации, отдельные авиационные группы Гражданского воздушного флота — в отдельные авиационные группы гражданской авиации. В 1966 году Министерство гражданской авиации реорганизовало девять отдельных авиационных групп гражданской авиации — Литовскую, Латвийскую, Эстонскую, Молдавскую, Армянскую, Таджикскую, Киргизскую, Сыктывкарскую, Магаданскую — в УГА.
В январе 1971 года на базе Транспортного управления международных воздушных линий было организовано Центральное управление международных воздушных сообщений «Аэрофлота» (ЦУМВС), ставшее единственным в отрасли предприятием, выполнявшим международные рейсы под названием «Аэрофлот — советские авиалинии». В 1974 году была принята новая единая ливрея для самолётов «Аэрофлота». В 1976 году «Аэрофлот» стал первой авиакомпанией в мире, которая за год перевезла более 100 000 000 пассажиров.
В 1980 году' «Аэрофлот» выступал официальным авиаперевозчиком Летних Олимпийских игр в Москве, о чём свидетельствовала надпись красного цвета «Official Olympic Carrier» с эмблемой игр на бортах некоторых самолётов компании. В 1989 году «Аэрофлот» вступил в Международную ассоциацию воздушного транспорта (IATA).
15 сентября 1983 года, через две недели после сбития Боинга 747 под Сахалином в результате ракетной атаки истребителем ВВС СССР, специальным указом Рональда Рейгана «Аэрофлоту» было запрещено выполнять рейсы в США. Запрет оставался в силе до апреля 1986 года.
Также в 1983 году вышел учебно-художественный фильм «Набат», предназначенный для обучения персонала действиям при захвате самолёта.
26 ноября 1991 года министр гражданской авиации СССР Б. Е. Панюков был уволен с этой должности Указом президента СССР от 26.11.1991 №УП-2884 «О членах бывшего кабинета министров СССР». 28 ноября 1991 года указом президента РСФСР № 242 «О реорганизации центральных органов государственного управления РСФСР» Министерству транспорта РСФСР переданы имущество, финансовые и другие средства, предприятия, организации и учреждения упраздняемого Министерства гражданской авиации СССР. 10 апреля 1992 года был подписан акт о ликвидации Министерства гражданской авиации СССР.
«Аэрофлот» разделился на множество независимых авиакомпаний, располагавшихся на территории всего бывшего СССР.
Советские авиалинии прекратили своё существование с момента принятия постановления Правительства России № 527 от 27 июля 1992 года «О мерах по организации международных воздушных сообщений Российской Федерации», на основании которого производственно-коммерческое объединение «Аэрофлот — советские авиалинии» с входящими в него структурами было преобразовано в АООТ «Аэрофлот — российские международные авиалинии» с сохранением полномочий по действующим межправительственным соглашениям с зарубежными странами, иностранными авиакомпаниями, фирмами и организациями. Данное преобразование стало решением правовой несостыковки возникшей после распада СССР, когда существовавшее производственно-коммерческое объединение, выполнявшее международные полёты, фактически отошло к России, но юридически представляло за рубежом несуществующее государство.
Таким образом российская авиакомпания «Аэрофлот» унаследовала советскую торговую марку и регулярные валютные поступления от иностранных авиакомпаний за выполняемые ими полёты по транссибирским маршрутам — порядка 500 миллионов долларов в год.

## Авиапарк
Начиная с 1935 года и до начала 1990-х годов, за исключением чехословацких самолётов для местных авиалиний Aero-45/145, L-410 и польского самолёта для выполнения сельскохозяйственных работ M-15, «Аэрофлот» эксплуатировал воздушные лайнеры исключительно советского производства, в том числе выпущенные на заводах в государствах Совета экономической взаимопомощи (ГДР — Ил-14, ПНР — Ан-2, Ми-2, ЧССР — Ил-14) в рамках социалистической интеграции.

## Направления перевозок
В сентябре 1948 года «Аэрофлот» по суммарной протяжённости полётов занял третье место среди авиакомпаний мира, уступив американским Pan American Airways (Pan Am) и Trans World Airlines, но в январе следующего по этому показателю вышел уже на второе место, обогнав Pan Am. В декабре 1955 года было начато обслуживание маршрута Москва — Хельсинки совместно с Finnair — это был первый иностранный авиаперевозчик, начавший выполнять регулярные коммерческие рейсы в СССР; с 9 мая следующего года благодаря договору с Scandinavian Airlines советские авиалайнеры стали ежедневно летать в столицы Скандинавии. 4 сентября 1957 года был выполнен первый коммерческий рейс в США под маркой «Аэрофлот», когда на реактивном Ту-104 в Нью-Джерси (авиабаза Макгуайр) была доставлена делегация ООН; также в августе того же года советское авиапредприятие было признано крупнейшим в мире.
Кроме обширной маршрутной сети внутри СССР, «Аэрофлот» выполнял регулярные рейсы на пять из шести континентов: в Европу, Азию, Африку, Северную и Южную Америку. С 1970-х многие трансатлантические рейсы «Аэрофлота» выполнялись через аэропорт Шеннон (Ирландия), так как это был единственный в Западной Европе аэропорт, способный обслуживать советские дальнемагистральные самолёты и не находившийся на территории NATO.
Кроме пассажирских перевозок «Аэрофлот» выполнял в СССР и все иные виды авиационных работ. Помимо пассажирских авиалайнеров авиакомпания эксплуатировала сотни вертолётов и грузовых самолётов. Самолёты «Аэрофлота» перевозили высшее партийное руководство СССР, в том числе и Генерального секретаря.
С конца 1970-х до начала 1990-х годов самолёт Ту-154 выполнял самый протяжённый в мире континентальный рейс: SU-8501 по маршруту Ленинград — Омск — Красноярск — Якутск — Магадан — Петропавловск-Камчатский длиной 9100 километров.

## Флот

### История флота
В советское время почти все самолёты, летавшие в «Аэрофлоте», производились в СССР. Фактически, все гражданские (и некоторые военные) самолёты, работавшие в Советском Союзе, летали под флагом «Аэрофлота».
В течение 1940-х и начала 1950-х основным самолётом в «Аэрофлоте» был Ли-2 — американский двухмоторный самолёт DC-3, выпускавшийся в СССР по лицензии с 1939 года.
Позже Ли-2 постепенно заменялись самолётами Ил-12, запущенными в эксплуатацию в 1947, и Ил-14 (1954 год). «Аэрофлот» также активно эксплуатировал бипланы Ан-2. Универсальность этого биплана позволяла использовать его как для пассажирских, так и для грузовых и почтовых рейсов. Самолёты Ан-2 оставались в «Аэрофлоте» до 1980-х годов.
15 сентября 1956 года «Аэрофлот» начал эксплуатацию первого советского реактивного пассажирского самолёта Ту-104. Ту-104 начал работу в «Аэрофлоте» с маршрута Москва — Иркутск. Первый международный рейс был выполнен по маршруту Москва — Прага.
Ту-114, первоначально использовавшийся для перевозки руководства страны, поступил в эксплуатацию «Аэрофлота» в 1961 году. Самолёт использовался на самых протяжённых линиях: из Москвы в Хабаровск, Токио и Гавану. Рейс Москва — Гавана на тот момент был самым протяжённым в мире.
В 1962 году началась эксплуатация Ту-124, уменьшенной версии Ту-104, на внутрисоюзных линиях и рейсах в зарубежную Европу. С 1967 эти самолёты постепенно заменял Ту-134, эксплуатирующийся в дочерних компаниях «Аэрофлота».
В 1967 году поступил в эксплуатацию дальнемагистральный самолёт Ил-62. 15 сентября на нём начались регулярные рейсы из Москвы в Монреаль, а 15 июля 1968 года состоялся первый рейс Москва — Нью-Йорк через Монреаль. В 1972 началась эксплуатация Ту-154. Всего было построено около одной тысячи этих самолётов. Он стал самым известным и самым популярным пассажирским авиалайнером в СССР и странах социалистического содружества. «Аэрофлот» эксплуатировал Ту-154 до декабря 2009 года. 31 декабря 2009 года Ту-154М «Аэрофлота» совершил свой последний рейс по маршруту Екатеринбург — Москва, а с 14 января 2010 года все самолёты этого типа, служившие в «Аэрофлоте», были официально выведены из состава флота: наиболее старые и изношенные были списаны и порезаны на металлолом, остальные были проданы в другие авиакомпании.
1 ноября 1977 под флагом «Аэрофлота» началась эксплуатация первого в мире пассажирского сверхзвукового самолёта Ту-144 на линии Москва — Алма-Ата. Через полгода, после катастрофы опытного Ту-144Д 23 мая 1978 года, самолёт был снят с полётов, выполнив всего 55 рейсов.
В 1980 году с открытием регулярного рейса по маршруту Москва — Ташкент началась эксплуатация первого советского широкофюзеляжного самолёта Ил-86.

### Парк воздушных судов
По состоянию на 1992 год в советском Аэрофлоте эксплуатировались следующие самолёты:

| Тип самолёта | Фото | Год ввода |
| Ан-124       |      | 1980      |
| Ил-18        |      | 1958      |
| Ил-62        |      | 1967      |
| Ил-76        |      | 1979      |
| Ил-86        |      | 1980      |

| Тип самолёта | Фото | Год ввода |
| Ту-134       |      | 1967      |
| Ту-154       |      | 1972      |
| Ту-204       |      | 1990      |
| Як-40        |      | 1966      |
| Як-42        |      | 1980      |

### Раскраска самолётов
Изначально единой цветовой схемы воздушных судов «Аэрофлота» не было. Самолёты красили производители и наносили логотип «Аэрофлот» на фюзеляж самолётов. Лишь в конце 1960-х начинается разработка собственной раскраски. Она должна была стать единой для почти всех типов воздушных судов и иметь не более трёх цветов одновременно, плюс чёрная противобликовая полоса под окнами кабины экипажа. В 1973 году была принята единая раскраска, состоящая из серо-голубого, молочного и тёмно-синего цветов. С 1974 года самолёты парка «Аэрофлота» начали перекрашивать в единый стандарт и к 1979 году завершили работы. В 1978 и 1981 годах в раскраску вносились изменения, в основном, касающиеся шрифтов надписей и цифр бортовых номеров.

## Звания и знаки различия
См. в статье Гражданская авиация СССР.

## В филателии
- Аэрофлот на почтовых марках и конвертах
- Схема воздушных линий «Аэрофлота» (1949 год)
- Аэрофлоту 40 лет (1963 год)
- Аэрофлоту 60 лет (1983 год)
- День Аэрофлота, почтовый конверт (1981 год)